# 王牌男公關
《王牌男公關》（日語：ギラギラ，直譯：閃閃發亮）為瀧直毅原作、土田世紀作畫的日本漫畫，於「Big Comic Superior」連載。2008年由全日本新聞網所屬的朝日電視台聯播網改編為電視劇。

## 劇情概要
曾為牛郎的公平，在創造奇蹟之後遇見了真愛，決心引退，至一般公司任職。但卻在公司業務調整時被解雇，迫於現實壓力，只能重回俱樂部擔任牛郎，在這個複雜的環境裡，公平面對自家及同業的競爭，仍咬牙苦撐，以成為俱樂部首席牛郎為最終目標，但在妻子面前，他必須隱瞞這個不能說的秘密...

## 登場人物

### 七瀬家
- 七瀨公平：佐佐木藏之介

原為上班族，被公司解雇後加入牛郎俱樂部「RINK」，之後成為相當受歡迎的牛郎，人稱「六本木之王」。包括公平在內，該店的牛郎在本名之外，會再取一個「源氏名」（中世紀至近代服侍公家的女官，或武家的奧女中的名字），在店裡就以此名字自稱。
- 七瀨桃子：原沙知繪

公平的妻子。
- 七瀨織江：山田萌萌香

公平的女兒。

### 牛郎俱樂部「RINK」
- 園部有希：真矢美季

牛郎俱樂部「RINK」的老闆娘。
- 翔兒：三浦翔平

與公平同期，總是稱公平「大叔」。
- 伊果（Eagle）：五十嵐隼士

「RINK」的首席牛郎。
- 市河健太（秀吉）：佐藤智仁

翔兒的好友，受翔兒邀請加入「RINK」，在店裡自稱「秀吉」。
- 深見久明：田中要次

牛郎俱樂部「RINK」的經理。
- 裕樹：崎本大海
- 明（アキラ）：櫻木涼介
- 冬真：夕輝壽太
- 里歐：松下幸司
- 朔夜：CHIKARA
- 健：YUJI
- 蓮：松本寬也
- 涼：長町太郎
- 心：中村龍介
- 葵：野澤劍人
- 奏：有川良太
- 春希：鹿内大嗣
- 陸斗：西山宗佑
- 那緒：下川真矢

### 新宿牛郎店「阿特拉斯（アトラス、ATLAS）」
- 影士：阿部力
- 堂島文治：平泉成

### 其他
- 葛城大成：石橋凌

人稱「銀座的將軍」的企業家。俱樂部「牡丹」的老闆。
- 美波優奈：蘆名星

大成經營的俱樂部「牡丹」的首席女公關。
- 神宮寺麗奈：古手川祐子

銀座高級俱樂部「Top Lady」的媽媽桑。人稱「銀座的女王」。
- 小夜：原幹惠
- 田平博：山崎一
- 家庭主婦：鈴木美惠、藤澤凜

公平夫婦的同公寓鄰居。

## 各集登場人物

### 第1集
- 朝岡美砂：戶田惠子

化粧品公司「Grage」的董事長。
- 高部：南周平

公平過去任職的「TS防盜系統公司」後輩。
- 職業介紹所職員：松澤仁晶
- 員工：酒井健太郎
- 指名伊果的女客人：田島繪里香

### 第3集
- 京香：三津谷葉子

銀座高級俱樂部「Top Lady」的首席女公關。
- 早紀：小林惠美

銀座高級俱樂部「Top Lady」中僅次於京香的第二女公關。

### 第4集
- 香月沙梨奈：野波麻帆
- 植木愛美：秋山莉奈

造訪「RINK」的女客人。
- 正岡順：中村倫也

### 第5集
- 白坂華子：梅宮萬紗子

品酒師。

### 第6集
- 薩基爾（サキエル、Sachiel）：黃川田將也

池袋牛郎店「Galleria」代表。
- 大原麻衣子：西原亞希

「Galleria」的常客。

### 第7集
- 葛馬（カズマ）：和田正人
- 賣花人：末高斗夢

## 製作團隊
- 原作：瀧直毅、土田世紀
- 劇本：荒井修子
- 導演：髙橋伸之（朝日電視台）、池添博（5年D班）
- 音樂：住友紀人
- 總製作人：桑田潔（朝日電視台）
- 製作人：船津浩一（朝日電視台）、奈良井正巳（ABC）、井上龍太（Horipro Inc.）
- 製作協助：梶野祐司（Horipro Inc.）
- 協助：SVS、VIDEO STAFF、TAKE SYSTEMS、TV Asahi Create、The Horizon、共立、WIND UP、SPOT、Nice Day Inc.
- 製作：ABC、朝日電視台、Horipro Inc.

## 主題曲
- GIRL NEXT DOOR（熱情的代價）

## 播出日期
| 各集                               | 播出日期       | 標題 | 中文                      | 導演     | 收視率 |
| ---------------------------------- | -------------- | ---- | ------------------------- | -------- | ------ |
| 第1集                              | 2008年10月17日 |      | 癒療系的中年牛郎          | 髙橋伸之 | 12.2%  |
| 第2集                              | 2008年10月24日 |      | 對妻子說謊 被破壞的約定   | 髙橋伸之 | 11.2%  |
| 第3集                              | 2008年10月31日 |      | 女公關與牛郎的對決        | 池添博   | 11.8%  |
| 第4集                              | 2008年11月7日  |      | 妻子的疑惑 惡女的甜蜜陷阱 | 髙橋伸之 | 9.8%   |
| 第5集                              | 2008年11月14日 |      | 妻子突然來到店裡！        | 池添博   | 9.0%   |
| 第6集                              | 2008年11月21日 |      | 破碎家庭出身的牛郎的墳場  | 髙橋伸之 | 7.7%   |
| 第7集                              | 2008年11月28日 |      | 完結篇！！被揭露的秘密    | 池添博   | 10.2%  |
| 完結篇                             | 2008年12月5日  |      | 反擊！！為了家庭          | 髙橋伸之 | 9.7%   |
| 平均收視率 10.2%（關東地區收視率） |                |      |                           |          |        |

## 外部連結
- 朝日電視台官方網站（日語）

## 節目的變遷
| 日本 朝日電視台 星期五 21:00至21:54                 | 日本 朝日電視台 星期五 21:00至21:54      | 日本 朝日電視台 星期五 21:00至21:54 |
| --------------------------------------------------- | ---------------------------------------- | ----------------------------------- |
|                                                     | 王牌男公關 （2009年10月17日－12月5日）   |                                     |
| 中了樂透三億兩千萬元的男人 （2009年7月4日－9月5日） | 必殺仕事人2009 （2010年1月9日－6月26日） |                                     |

| 台灣 隆華影劇台 星期六、日 22:00至22:55 | 台灣 隆華影劇台 星期六、日 22:00至22:55           | 台灣 隆華影劇台 星期六、日 22:00至22:55 |
| --------------------------------------- | ------------------------------------------------- | --------------------------------------- |
|                                         | 黑幕大搜查Untouchable （2012.09.29 - 2012.10.07） |                                         |
| 樂透人生 （2012.08.25 - 2012.09.23）    | —                                                 |                                         |

| 國興衛視 週五 21:00至22:00             | 國興衛視 週五 21:00至22:00                  | 國興衛視 週五 21:00至22:00 |
| -------------------------------------- | ------------------------------------------- | -------------------------- |
|                                        | 王牌公關 公平桑 （2014.06.13 - 2014.08.01） |                            |
| 美食不孤單 （2014.02.07 - 2014.06.06） | 使命必達！爸爸我來了                        |                            |